# Michel-François de LaGardette
Michel-François de LaGardette (Billom, 5 settembre 1744 – Parigi, 3 settembre 1792) è stato un gesuita francese, proclamato beato da papa Pio XI nel 1926.
Rinchiuso nella prigione de la Force dopo la Rivoluzione francese, rimase vittima dei massacri di settembre.
La causa di canonizzazione fu introdotta il 26 gennaio 1916.
Fu beatificato da papa Pio XI il 17 ottobre 1926 assieme ad altri 190 martiri dei massacri di settembre.